# Headley Grange

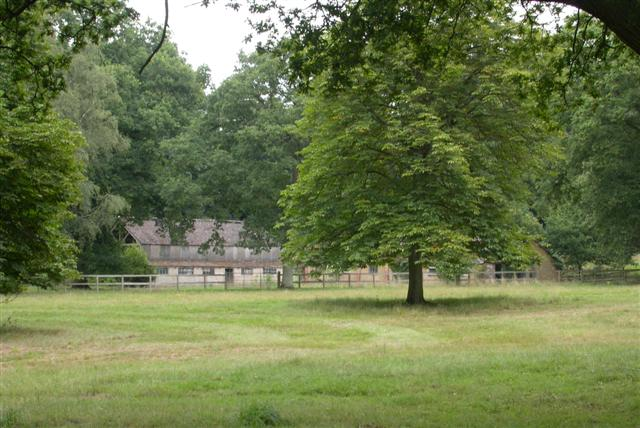

Headley Grange è un'abitazione rurale che sorge nei pressi di Headley, East Hampshire, Inghilterra, Regno Unito, meglio conosciuta per essere stato il luogo di registrazione di gruppi come Led Zeppelin, Bad Company, Genesis e Peter Frampton.
Parti degli album Led Zeppelin III, Led Zeppelin IV, Houses of the Holy, Physical Graffiti dei Led Zeppelin e del doppio album The Lamb Lies Down on Broadway dei Genesis furono composte e/o registrate a Headley Grange. Robert Plant ha raccontato di aver scritto qui i versi di Stairway to Heaven in un solo giorno.